# M3 (Ryssland)
M3 (även kallad Ukraina och Kiev-motorvägen) är en motorväg i Ryssland.
M3 börjar vid Moskva och går åt sydväst mot gränsen till Ukraina. Därefter övergår vägen i ukrainska huvudväg M02 vidare mot Kiev. De båda vägarna bildar tillsammans Europaväg E101.
M3 börjar vid Moskva i korsningen mellan Leninskij Prospekt och Moskvas ringled MKAD, och passerar sedan söder om Solntsevo och Vnukovo, och därefter västerut genom Kaluga, Brjansk och Sevsk till ukrainska gränsen. Bara delar av vägen är riktig motorväg; drygt 3 mil vid Moskva och cirka 7 mil sträckan Obninsk - Kaluga.